# Funke Oshonaike
Funke Oshonaike (auch Olofunke Oshonaike, * 28. Oktober 1975 in Lagos) ist eine nigerianische Tischtennisspielerin mit internationaler Karriere seit den 1990er Jahren. Bei afrikanischen Kontinentalturnieren gewann sie mehrere Medaillen, zudem nahm sie bis heute (2021) an 15 Weltmeisterschaften sowie an sieben Olympischen Spielen teil.

## Werdegang
Funke Oshonaike wurde in Lagos geboren. Sie hat acht Geschwister.
Zahlreiche Erfolge erzielte sie bei Afrikameisterschaften, an denen sie viermal teilnahm. Sechsmal holte sie Gold, nämlich 1990 im Doppel mit Abiola Olawunmi Odumosu, 1992 im Einzel und mit der nigerianischen Mannschaft, 2002 im Einzel und im Mixed mit Segun Toriola sowie 2016 im Einzel nach einem überraschenden Finalsieg über die fast 20 Jahre jüngere Dina Meshref. Dazu kommen noch vier Silbermedaillen. Elf Siege errang sie bei den African Games, bei denen sie viermal vertreten war. 1991, 1995, 1999 und 2003 gewann sie jedes Mal den Team- und den Doppelwettbewerb, 1991 das Doppel mit Abiola Olawunmi Odumosu, danach jeweils mit Bose Olateju Kaffo. 1999 und 2003 siegte sie im Einzel, 2003 noch im Mixed mit Monday Merotohun. 2001 holte sie noch im Einzel den African Cup.
Bis heute (2021) wurde Funke Oshonaike 15-mal für Weltmeisterschaften nominiert (1991, 1993, 1995, 1999, 2001, 2003, 2004, 2006, 2007, 2008, 2010, 2012, 2015, 2017, 2019), kam dabei jedoch nie in die Nähe von Medaillenrängen. Ebenso chancenlos war sie seit 1996 bei den sieben Olympischen Spielen. Bei den Olympischen Sommerspielen 2016 in Rio de Janeiro führte sie ihr Olympiateam als Fahnenträgerin an. Mit ihrer Teilnahme an den 2021 in Tokio ausgetragenen Olympischen Spielen ist sie die erste Tischtennisspielerin, die an sieben Olympischen Spielen teilnahm, dieses war zuvor nur mehreren männlichen Tischtennisspielern gelungen.
In den 1990er Jahren spielte Funke Oshonaike vier Jahre lang beim italienischen Verein G.S.Cagliari, 1998 wechselte sie nach Deutschland zum Hamburger Klub SC Poppenbüttel. Hier spielt sie derzeit (2024) in der Regionalliga Nord. Anfang der 2000er Jahre heiratete sie und hat zwei Kinder.
Ihren Lebensunterhalt verdiente Funke Oshonaike früher als Fotomodell und bis 2021 als Angestellte beim Otto-Versand. Dort wurde ihr betriebsbedingt gekündigt.